# La Petite Apocalypse
La Petite Apocalypse is een Frans-Italiaans-Poolse filmkomedie uit 1993 onder regie van Costa-Gavras.

## Verhaal
Stan is een onbekende Poolse auteur die geen uitgever vindt voor zijn romans. Zijn ex-vrouw besluit hem te helpen. Ze hoopt op die manier zelf te delen in de winst. Wanneer ze uiteindelijk een uitgever vindt, stelt hij een vreemde voorwaarde die Stan het leven kan kosten.

## Rolverdeling
| Acteur                   | Personage         |
| ------------------------ | ----------------- |
| André Dussollier         | Jacques           |
| Pierre Arditi            | Henri             |
| Jirí Menzel              | Stan              |
| Anna Romantowska         | Barbara           |
| Maurice Bénichou         | Arnold            |
| Carlo Brandt             | Fysiotherapeut    |
| Henryk Bista             | Yanek             |
| Jacques Denis            | Arts              |
| Enzo Scotto Lavina       | Luigi             |
| Chiara Caselli           | Dochter van Luigi |
| Jan Tadeusz Stanislawski | Pitchik           |
| Beata Tyszkiewicz        | Mevrouw Pitchik   |
| Olga Grumberg            | Arts-assistent    |
| Andréas Voutsinas        | Regisseur         |
| Elena Gavras             | Regieasistente    |